# Mon mari le patron
Pour plus de détails, voir Fiche technique et Distribution.
Mon mari le patron (She Married Her Boss) est un film américain en noir et blanc réalisé par Gregory La Cava, sorti en 1935.

## Synopsis
Julia Scott est la secrétaire du directeur d'un grand magasin new-yorkais, amoureuse de son patron bien que celui-ci ne lui prête guère attention. Un soir, il lui demande de rester un peu plus tard. Sautant sur l'occasion, elle lui propose de continuer le travail chez lui.

## Fiche technique
- Titre français : Mon mari le patron
- Titre original : She Married Her Boss
- Réalisation : Gregory La Cava
- Scénario : Sidney Buchman et Gregory La Cava, d'après une histoire de Thyra Samter Winslow
- Musique : Louis Silvers
- Direction artistique : Stephen Goosson
- Photographie : Leon Shamroy
- Montage : Richard Cahoon
- Producteur : Everett Riskin (en)
- Société de production et de distribution : Columbia Pictures
- Pays de production :  États-Unis
- Langue originale : anglais américain
- Format : noir et blanc — 35 mm — 1,37:1 — son : mono (Western Electric Noiseless Recording)
- Genre : comédie romantique
- Durée : 85 minutes
- Dates de sortie : 
  - États-Unis : 19 septembre 1935
  - France : 23 octobre 1931

## Distribution
- Claudette Colbert : Julia Scott
- Melvyn Douglas : Richard Barclay
- Michael Bartlett : Leonard 'Lonnie' Rogers
- Raymond Walburn : Franklin
- Jean Dixon : Martha Pryor
- Katharine Alexander : Gertrude Barclay
- Edith Fellows : Annabel Barclay
- Clara Kimball Young : Parsons
- Charles Arnt : Victor Jessup

Acteurs non crédités
- Edmund Burns : le photographe du journal
- Robert Homans : un détective